# Mistrzostwa Europy w Judo 2002
51. Mistrzostwa Europy w Judo odbywały się od 16 do 19 maja 2002 roku w Mariborze (Słowenia).

## Mężczyźni
| Konkurencja: | Złoto | Srebro | Brąz |
| -60kg        | Yacine Douma | Elçin İsmayılov | Nestor Chergiani Jewgienij Staniew |
| -66kg        | Miklós Ungvári | Jozef Krnáč | Isłam Macyjew Mussa Nastujew |
| -73kg        | Anatolij Łariukow | Dawit Kewchiszwili | Giuseppe Maddaloni Vsevolods Zeļonijs |
| -81kg        | Iraklı Uznadze | Aleksei Budõlin | Robert Krawczyk Roberto Meloni |
| -90kg        | Wałentyn Hrekow | Siergiej Kukharenka | Mark Huizinga Zurab Zwiadauri |
| -100kg       | Elco van der Geest | Martin Padar | Antal Kovács Ihar Makarau |
| +100kg       | Tamierłan Tmienow | Pedro Soares | Dennis van der Geest Janusz Wojnarowicz |
| +            | Dennis van der Geest | Aleksandr Michajlin | Rusłan Szarapow Pedro Soares |
| Drużynowo    | Gruzja · Nestor Chergiani · Dawit Kewchiszwili · Boris Tadumadze · Zurab Zwiadauri · Iweri Dżikurauli · Alexander Davitashvili · Giorgi Rewaziszwili | Białoruś · Siarhei Novikov · Aleksandr Shlyk · Anatolij Łariukow · Siarhiej Szundzikau · Sergei Kukharenka · Ihar Makarau · Ruslan Sharapov | Francja · Jérémy Le Bris · Christophe Besnard · Daniel Fernandes · Cédric Claverie · Lionel Hugonnier · Ghislain Lemaire · Pierre Robin · Frédéric Lecanu · (Yacine Douma, Benjamin Darbelet) · Rosja · Anzor Gaunov · Isłam Macyjew · Konstantin Zaretsky · Łasza Pipija · Chasanbi Taow · Jurij Stiopkin · Tamerlan Tmenov |

## Kobiety
| Konkurencja: | Złoto | Srebro | Brąz |
| -48kg        | Frédérique Jossinet | Tatiana Moskwina | Giuseppina Macrì Laura Moise |
| -52kg        | Georgina Singleton | Ana Carrascosa | Alina Dumitru Petra Nareks |
| -57kg        | Cinzia Cavazzuti | Yvonne Bönisch | Isabel Fernández Deborah Gravenstijn |
| -63kg        | Lucie Décosse | Karen Roberts | Gella Vandecaveye Claudia Heill |
| -70kg        | Adriana Dadci | Edith Bosch | Amina Abdellatif Raša Sraka |
| -78kg        | Céline Lebrun | Lucia Morico | Anastasija Matrosowa Claudia Zwiers |
| +78kg        | Sandra Köppen | Anne-Sophie Mondière | Barbara Andolina Francoise Harteveld |
| +            | Katja Gerber | Tea Donguzaszwili | Barbara Andolina Éva Bisséni |
| Drużynowo    | Francja · Frédérique Jossinet · Laëtitia Tignola · Barbara Harel · Lucie Décosse · Amina Abdellatif · Céline Lebrun · Éva Bisséni · (Annabelle Euranie) | Wielka Brytania · Sophie Johnstone · Georgina Singleton · Sophie Cox · Sarah Clark · Amanda Costello · Joanna Melen · Karina Bryant | Holandia · Nynke Klopstra · Natascha van Gurp · Miriam Polak · Daniëlle Vriezema · Edith Bosch · Miranda van den Broek · Claudia Zwiers · Rosja · Lyutsia Giniyatullina · Ludmiła Bogdanowa · Olga Sonina · Julija Kuzina · Wiera Moskaluk · Tea Donguzaszwili · Natalia Kazantseva |

## Klasyfikacja medalowa
| Miejsce | Państwo         | Złoto | Srebro | Brąz | Razem |
| ------- | --------------- | ----- | ------ | ---- | ----- |
| 1       | Francja         | 5     | 1      | 3    | 9     |
| 2       | Holandia        | 2     | 1      | 6    | 9     |
| 3       | Niemcy          | 2     | 1      | 0    | 3     |
| 4       | Białoruś        | 1     | 3      | 2    | 6     |
| 5       | Rosja           | 1     | 2      | 4    | 7     |
| 6       | Wielka Brytania | 1     | 2      | 0    | 7     |
| 7       | Włochy          | 1     | 1      | 5    | 7     |
| 8       | Gruzja          | 1     | 1      | 2    | 4     |
| 9       | Polska          | 1     | 0      | 2    | 3     |
| –       | Ukraina         | 1     | 0      | 2    | 3     |
| 11      | Węgry           | 1     | 0      | 1    | 2     |
| 12      | Turcja          | 1     | 0      | 0    | 1     |
| 13      | Estonia         | 0     | 2      | 0    | 2     |
| 14      | Hiszpania       | 0     | 1      | 1    | 2     |
| –       | Portugalia      | 0     | 1      | 1    | 2     |
| 16      | Azerbejdżan     | 0     | 1      | 0    | 1     |
| –       | Słowacja        | 0     | 1      | 0    | 1     |
| 18      | Rumunia         | 0     | 0      | 2    | 2     |
| –       | Słowenia        | 0     | 0      | 2    | 2     |
| 20      | Austria         | 0     | 0      | 1    | 1     |
| –       | Belgia          | 0     | 0      | 1    | 1     |
| –       | Litwa           | 0     | 0      | 1    | 1     |